# Tatyana McFadden
Tatyana McFadden (Sint-Petersburg, 21 april 1989) is een Amerikaans Paralympisch Atlete (wheelster  deelnemend in de klasse T54.) en  langlaufster van Russisch komaf. McFadden heeft twintig Paralympische medailles gewonnen op meerdere Paralympische Zomerspelen.

## Biografie
McFadden werd in 1989 geboren in Leningrad het huidige Sint-Petersburg, ze werd geboren met een open rug een aangeboren neurologische aandoening waardoor ze ongeveer vanaf haar middel verlamd is. Nadat ze door haar biologische moeder was achtergelaten in een weeshuis dat niet genoeg geld had om een rolstoel voor haar te kopen, bracht ze de eerste zes jaar van haar leven kruipend door. De Russische doktoren gingen er vanuit dat Tatyana niet lang te leven had. In het weeshuis leerde ze Deborah McFadden kennen, die Rusland bezocht als commissaris voor handicaps voor het United States Department of Health and Human Services. Deborah en haar partner Bridget O'Shaughnessy adopteerden Tatyana en namen haar mee naar hun woonplaats Baltimore in Amerika.
McFadden beoefende tijdens haar jeugd aan verschillende sporten, eerst zwemmen, daarna gymnastiek, rolstoelbasketbal, Sledgehockey en atletiek. McFadden studeerde aan de Universiteit van Illinois en zat in het rolstoelbasketbalteam van deze universiteit.

## Sportcarrière
McFadden begon op achtjarige leeftijd met wheelen, en deed in 2004 voor het eerst mee aan de Paralympische Spelen. Ze won tijdens deze spelen zilver op de 100 meter en brons op de 200 meter. Tot 2009 was ze vooral gespecialiseerd in de kortere afstanden daarna ging ze zich ook richten o de langere afstanden en de marathon. 
In 2014 deed Tatyana in haar geboorteland, Rusland, mee aan de Winter Paralympische Spelen in Sotsji. Na het winnen van een zilveren medaille op  de 1 km Sprint zittend langlaufen, eindigde ze op de 5e plaats op de 12 km. Iets meer dan een maand na Sochi keerde McFadden terug naar het wheelen tijdens de London Marathon, waar ze met succes haar titel verdedigde met een nieuw parcours record.

## Kampioenschappen

### Wereld kampioenschappen
| Onderdeel       | Klassering | Plaats       | Jaar |
| --------------- | ---------- | ------------ | ---- |
| 100m – T54      | Goud       | Assen        | 2006 |
| 200m – T54      | Zilver     | Assen        | 2006 |
| 400m – T54      | Zilver     | Assen        | 2006 |
| 100m – T54      | Brons      | Christchurch | 2011 |
| 200m – T54      | Goud       | Christchurch | 2011 |
| 400m – T54      | Goud       | Christchurch | 2011 |
| 800m – T54      | Goud       | Christchurch | 2011 |
| 1500m – T54     | Goud       | Christchurch | 2011 |
| 4x400m – T53-54 | Zilver     | Christchurch | 2011 |
| 100m – T54      | Goud       | Lyon         | 2013 |
| 100m – T54      | Goud       | Lyon         | 2013 |
| 200m – T54      | Goud       | Lyon         | 2013 |
| 400m – T54      | Goud       | Lyon         | 2013 |
| 800m – T54      | Goud       | Lyon         | 2013 |
| 1500m – T54     | Goud       | Lyon         | 2013 |
| 5000m – T54     | Goud       | Lyon         | 2013 |
| 200m - T54      | Goud       | Londen       | 2017 |
| 1500m - T54     | Goud       | Londen       | 2017 |

### Paralympische Spelen
| Sport      | Onderdeel            | Klassering | Spelen      |
| ---------- | -------------------- | ---------- | ----------- |
| Atletiek   | 100m – T54           | Zilver     | Athene 2004 |
| Atletiek   | 200m – T54           | Brons      | Athene 2004 |
| Atletiek   | 200m – T54           | Zilver     | Peking 2008 |
| Atletiek   | 400m – T54           | Zilver     | Peking 2008 |
| Atletiek   | 800m – T54           | Zilver     | Peking 2008 |
| Atletiek   | 4x100m – T53-54      | Brons      | Peking 2008 |
| Atletiek   | 100m – T54           | Brons      | Londen 2012 |
| Atletiek   | 400m – T54           | Goud       | Londen 2012 |
| Atletiek   | 800m – T54           | Goud       | Londen 2012 |
| Atletiek   | 1500m – T54          | Goud       | Londen 2012 |
| Langlaufen | 1km Sprint - zittend | Zilver     | Sotsji 2014 |
| Atletiek   | 100m – T54           | Zilver     | Rio 2016    |
| Atletiek   | 400m – T54           | Goud       | Rio 2016    |
| Atletiek   | 800m - T54           | Goud       | Rio 2016    |
| Atletiek   | 1500m - T54          | Goud       | Rio 2016    |
| Atletiek   | 5000m – T54          | Goud       | Rio 2016    |
| Atletiek   | Marathon – T54       | Zilver     | Rio 2016    |
| Atletiek   | 800m – T54           | Zilver     | Tokio 2020  |
| Atletiek   | 5000 m T54           | Brons      | Tokio 2020  |
| Atletiek   | 4×100 m mixed relay  | Goud       | Tokio 2020  |